# Vila do Corvo
Vila do Corvo es una localidad portuguesa de Corvo, la isla más pequeña de las Azores, sede de un municipio con una superficie de 17,13 km² y 430 habitantes (2011). Es la ciudad menos poblada del archipiélago y el único núcleo de población de la isla, que se localiza en el llamado «Grupo Occidental», al norte de Flores.
La isla de Corvo se corresponde territorialmente con el municipio de Corvo, el único de los municipios de Portugal que no está divivido en freguesias, ya que, según el artículo 136 del Estatuto Político-Administrativo de la Región Autónoma de las Azores, este nivel de división territorial no existe en la isla. Las funciones de los órganos de la freguesia son asumidas por los correspondientes órganos municipales.
Vila de Corvo está constituida por un aglomerado de casas bajas con calles estrechas y tortuosas que suben las pendientes, conocidas localmente como canadas. La población sufrió durante décadas una severa emigración, principalmente hacia los Estados Unidos y Canadá.
Durante el invierno, los enlaces marítimos, a pesar de regulares, están condicionados fuertemente por el estado del mar y el viento, ya que el Porto da Casa, el pequeño muelle que da servicio a la isla, no proporciona abrigo suficiente que permita las operaciones con mal tiempo. Sin embargo, en verano, llega a haber varios enlaces al día, usando barcos rápidos que hacen el trayecto entre Corvo y Santa Cruz das Flores en media hora.
En Vila de Corvo se ubica también el único aeródromo de la isla.